# Guirbo
Guirbo (auch: Guido, Guirba) ist ein Dorf in der Landgemeinde Kellé in Niger.

## Geographie
Das von einem traditionellen Ortsvorsteher (chef traditionnel) geleitete Dorf liegt rund 40 Kilometer nordöstlich des Hauptorts Kellé der gleichnamigen Landgemeinde, die zum Departement Gouré in der Region Zinder gehört. Zu den Siedlungen in der näheren Umgebung von Guirbo zählen Boultoumfoutem im Nordwesten, Gadjamni im Südosten und Kaïgama im Südwesten.
Guirbo ist Teil der Übergangszone zwischen Sahara und Sahel. Die durchschnittliche jährliche Niederschlagsmenge beträgt hier zwischen 200 und 300 mm. Beim Dorf erstreckt sich das 2560 Hektar große Waldschutzgebiet Forêt classée de Guirbo. Die Unterschutzstellung erfolgte am 25. März 1939. Ehemals hier vorhandene Kautschukbäume waren in den 1970er Jahren bereits verschwunden. Ende der 1990er Jahre war der Wald in einem schlechten Zustand und wies nur noch wenige baumbestandene Flächen auf.

## Geschichte

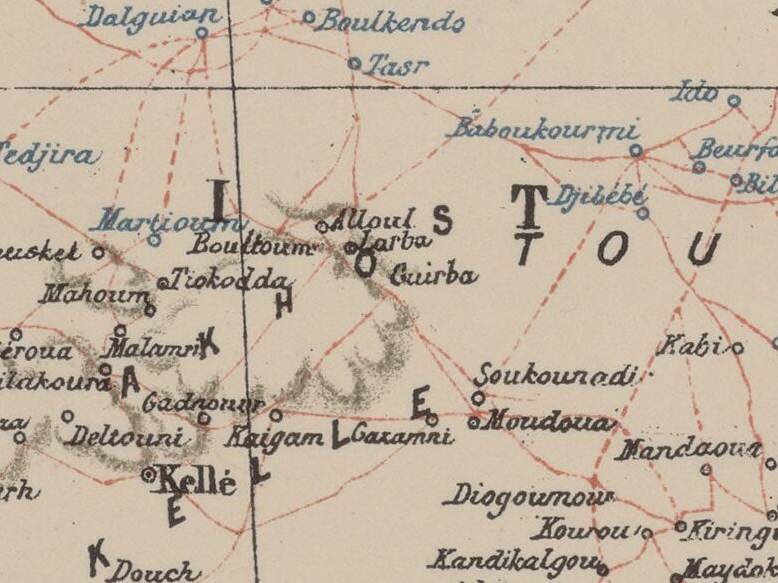
Ausschnitt einer Karte von 1903 mit Guirbo (Guirba) im Zentrum

Das Dorf Guirbo bestand bereits im 19. Jahrhundert. Von hier aus wurden weitere Siedlungen gegründet.

## Bevölkerung
Bei der Volkszählung 2012 hatte Guirbo 212 Einwohner, die in 41 Haushalten lebten. Bei der Volkszählung 2001 betrug die Einwohnerzahl 146 in 30 Haushalten und bei der Volkszählung 1988 belief sich die Einwohnerzahl auf 492 in 110 Haushalten.
Die Bevölkerungsdichte in diesem Gebiet ist gering und liegt bei unter 10 Einwohnern je Quadratkilometer.

## Wirtschaft und Infrastruktur
Guirbo liegt in einem Gebiet der Naturweidewirtschaft, wobei vor allem die Rinder- und Schafzucht wirtschaftlich bedeutend sind.